# Хапоель (футбольний клуб, Кфар-Сава)
«Хапоель» (Кфар-Сава) (івр. מועדון כדורגל הפועל כפר סבא) — ізраїльський футбольний клуб із міста Кфар-Сава, заснований в 1928 році. Домашні матчі проводить на стадіоні «Левіта», що вміщає 5 800. У сезоні 1981/82 клуб домігся головного досягнення у своїй історії, ставши чемпіоном Ізраїлю, крім того, на рахунку «Хапоеля» три перемоги в Кубку Ізраїлю.

## Історія
Клуб був створений в 1928 році. У сезоні 1951/52 «Хапоель» виграв Південний дивізіон Ліги Бет і вийшов до Ліги Алеф, найвищого дивізіону країни на той момент, де грав до сезону 1955/56 включно. Після цього клуб вилетів до другого дивізіону, але повернувся після року відсутності. У сезоні 1958/59 він знову потрапив до другого дивізіону і цього разу повернувся до Ліги Леуміт тільки в 1968 році.
У 1975 році «Хапоель» вперше дійшов до фіналу Кубка Ізраїлю, перемігши там єрусалимський «Бейтар» (1:0) і тамким чином здобувши свій перший трофей. У 1980 році вони знову дійшли до фіналу Кубка країни, перемігши цього разу «Маккабі Рамат Амідар» (4:1).
У сезоні 1980/81 «Хапоель» ледь не вилетів з вищого дивізіону, закінчивши на відстані двох очок і лише одного місця від зони вильоту, але вже у наступному сезоні клуб виграв свій перший і єдиний титул чемпіона, досягнувши його під керівництвом Дрора Каштана. Проте золотий сезон був швидше сенсацією і на наступний рік команда знову змушена була боротись за виживання, втім цього разу неуспішно і таки вилетіла до Ліги Арцит.
1984 року клуб повернувся до елітного дивізіону, а 1990 року знову вийшов у фінал Кубка Ізраїлю, перемігши цього разу з рахунком 1:0 «Шимшон» (Тель-Авів) в додатковий час. В подальші роки «Хапоель» був командою-ліфтом і неодноразово покидав вищий дивізіон, але завжди незабаром туди повертався.

## Досягнення
- Чемпіонат Ізраїлю:
  - Чемпіон (1): 1981/82
- Кубок Ізраїлю:
  - Володар (3): 1975, 1980, 1990.
- Суперкубок Ізраїлю:
  - Володар (1): 1982.
  - Фіналіст (3): 1975, 1980, 1990.

## Відомі гравці
| - Оскар Гарре - Самуель Єбоа - Еммануель Паппое - Давід Бен Даян - Дрор Каштан - Урі Малміліан | - Іцхак Шум - Михайло Землинський - Якубу Аєгбені - Валерій Брошин - Сенад Тигань - Юрій Мороз | - Валентин Москвін - Вадим Колесник - Андрій Лозовський - Валерій Королянчук - Валентин Москвін |

## Відомі тренери
- Дрор Каштан
- Аві Коен
- Елі Охана
- Іцхак Шум